# Slädoluoppal
Slädoluoppal, enligt tidigare ortografi Slätoluoppal, är en sjö i Gällivare kommun i Lappland och ingår i Luleälvens huvudavrinningsområde. Sjön har en area på 0,707 kvadratkilometer och ligger 501 meter över havet. Slädoluoppal ligger i Sjaunja Natura 2000-område. Sjön är en utvidging i Suorggejohka som samtidigt är både tillflöde och utflöde.

## Delavrinningsområde
Slädoluoppal ingår i det delavrinningsområde (751569-159374) som SMHI kallar för Inloppet i Teusajaure. Medelhöjden är 995 meter över havet och ytan är 71,88 kvadratkilometer. Räknas de 39 avrinningsområdena uppströms in blir den ackumulerade arean 1 238,3 kvadratkilometer. Suorggejohka som avvattnar avrinningsområdet har biflödesordning 4, vilket innebär att vattnet flödar genom totalt 4 vattendrag (Tjävrráädno, Viedásädno, Stora Luleälven och Luleälven) innan det når havet. Avrinningsområdet består mestadels av skog (10 procent) och kalfjäll (83 procent). Avrinningsområdet har 2,07 kvadratkilometer vattenytor vilket ger det en sjöprocent på 2,9 procent. Delavrinningsområdet täcks till 3,63 procent av glaciärer, med en yta av 2,6088 kvadratkilometer.